# 3740 Манж
3740 Манж (3740 Menge) — астероїд головного поясу, відкритий 1 березня 1981 року.
Тіссеранів параметр щодо Юпітера — 3,432.